# جياك صغير الأوراق
جياك صغير الأوراق (الاسم العلمي: Guaiacum microphyllum) هي نوع نباتي يتبع جنس الجياك من فصيلة القديسية.